# Vertongen Vampier
Vertongen Vampier is het 69ste album in de stripreeks van F.C. De Kampioenen, getekend door Hec Leemans.
De strip werd uitgegeven door Standaard Uitgeverij in 2012

## Het verhaal
Op de planeet Xaverius waar de Xaverianen leven - een soort die afstamt van de grote Xaverius - is er plots groot alarm. Vortex De Vampier is er ontsnapt, en hij nam een ruimtetuig met als bestemming: Aarde. Dat gebeurt terwijl dat Mark Vertongen iedereen beetneemt met zijn flauwe vampiergrappen. Wanneer het echte gevaar dreigt, neemt niemand hem serieus, en zo bijt Mark een voor een alle andere kampioenen die op hun beurt ook de andere kampioenen bijten. Onder andere de Pussycat, het Café van de Kampioenen, en "Vertongen en Zoon" zijn de locaties waar het grote onheil zich afspeelt. Zal dit verhaal goed aflopen, of wordt iedereen een vampier ? En zullen de vampieren ooit allemaal terug normaal worden ? En wat gebeurt er met Vortex De Vampier ?

## Hoofdpersonages
- Balthasar Boma
- Pascale De Backer
- Maurice de Praetere
- Bieke Crucke
- Marc Vertongen
- Carmen Waterslaeghers
- Xavier Waterslaeghers
- Doortje Van Hoeck
- Fernand Costermans
- Pol De Tremmerie

## Gastpersonages
- Marie-Paule Vertongen
- Theo Vertongen
- De Xaverianen
- Lulu
- Lolo
- Kolonel Vandesijpe
- Vortex De Vampier
- Inspecteur Porei
- Burgemeester Freddy Van Overloop

Zal 't gaan, ja? · Mijn gedacht! · Buziness is buziness · Vliegende dagschotels · 't Is niet waar, hé? · De dubbele dino's · Kampioen zijn is plezant! · Kampioenen op verplaatsing · Tournee Zénérale · De ontsnapping van Sinterklaas · Xavier in de puree · Het sehks-schandaal · De kampioenen maken een film · Oma Boma · De huilende hooligan · Bij Sjoeke en Sjoeke · Het geval Pascale · De simpele duif · Supermarkske · Supermarkske slaat terug · Kampioenen aan zee · Boma in de coma · De dader heeft het gedaan · De wereldkampioenen · Sergeant Carmen · Het spiedende oog · Vertongen en zoon · Man, man, man! · Stem voor mij! · Gebakken lucht · Kampioenen op wielen · De zeep-serie · Kampioenen in Afrika · Supermarkske op de bres · Agent Vertongen · De trouwpartij · Kampioenen op latten · Buffalo Boma · De vliegende reporter · De groene zwaan · Xavier gaat vreemd · De lastige kampioentjes · Boma in de wellness · De antieke antiquair · Alle hens aan dek  · Supermarkske op het slechte pad  · De schat van de Macboma's · De Jobhopper · De Kampioenen in het circus · 50 Kaarsjes... · Baby Vertongen · De nies van de neus · Don Padre Padrone · De rally van tante Eulalie · Paulientje op de dool · Miss Moeial · Carmen in het nieuw · Het geheim van de kampioentjes · De Afronaut · De erfenis van Maurice · De Kampioenen maken ambras · Oma Boma trainer · DDT doet weer mee · 20 jaar later · De Kampioenen in Pampanero · Kampioentjes verliefd · Supermarkske is weer fit · De pil van Pol · Vertongen Vampier · Fernand gaat trouwen · De verdwenen kampioenen · Xaverius De Grote · Komen vreten · Dolle Door · Hello poepa · De vinnige voetballer · Vijftig tinten paarsblauw · Dokter Jekyll en mister Vertongen · De kampioenen van de filmset · De Kampioentjes en het spookkasteel · De Kampioenen in Rio · Boma op de klippen · Op zoek naar Neroke · Supermarkske bakt ze bruin · De Corsicaanse connectie · De lotto-kampioen · DDT op het witte doek · De geniale djinn · Paniek in de Pussycat · De kampioentjes maken het bont · De malle mascotte · De pakjesoorlog · Supermarkske is weer proper · De tandartsassistente · Maurice de zwijger · Pol en Doortje gaan scheiden · Allemaal cinema! · Boma burgemeester · De nieuwe kolonel · Alles loopt in het honderd · De bucketlist van Xavier · Bibi Carmen · De kampioentjes en de kroonprins · Vrouwen aan de macht · Patatten en saucissen · De bronzen beker · Supermarkske en de 7 dwergen · De Kampioenen trappen door · De grimas van een paljas · De verjaardagstaart · Kampioenen aan het front · Boma in de val · Terug naar Splotsj · Ginette · Gespuis in huis · De knecht van tante Eulalie · De bal is rond · De strijd der titanen